# Nellu Cohn
Pour les articles homonymes, voir Cohn.
Nellu Cohn, né le 26 juin 1956 à Iași (Jassy) en Roumanie est un musicien, photographe, documentariste et homme de radio.

## Biographie
Issu d’une famille rescapée de la Shoah, il passe son enfance dans la Roumanie communiste où dès l’âge de 7 ans, il étudie le violon et le piano jusqu’au baccalauréat musical. En 1975, il émigre en Israël où il poursuit ses études à l'Académie Rubin de Jérusalemen classe de composition et direction d’orchestre et à partir de 1978 à Paris, au Conservatoire national supérieur de musique dans la classe de Pierre Schaeffer et Guy Reibel .

## Documentaires
En 2016, Nellu Cohn réalise le documentaire Tel Aviv live, suite de son livre éponyme. Le film a été sélectionné par une dizaine de festivals (Paris, Miami, Chicago, Moscou, Varsovie) et diffusé par les télévisions publiques en Israël, Autriche ainsi que sur Sky Art Channel en Nouvelle-Zélande.
En 2019 il signe avec William Karel le film La Mort en face, le pogrom de Iasi, produit par Cinétévé et France Télévisions. Ce documentaire décrit le premier massacre de masse de juifs lors de la seconde guerre mondiale, perpétré par l’armée, les autorités et la population roumaine à Iaşi, massacre dont sa mère fut survivante. Le documentaire a été sélectionné au festival Doc-Cévennes  au festival du film d'histoire de Pessac et diffusé par France 3 le 16 janvier 2020.

## Photographie
L’essentiel de son travail photographique est consacré à la ville de Tel Aviv. Il publie son premier livre photo Mon Tel Aviv en 2009, suivi de Tel Aviv Live et deux guides sur cette ville.
En 2011, il publie Tzahal, un livre photo sur l’armée israélienne avec des textes de 24 personnalités (Marek Halter, Frédéric Encel, Raphaël Draï, Shmuel Trigano, Serge Klarsfeld, le Grand Rabbin Joseph Haïm Sitruk, ou encore le prix Nobel de la Paix Elie Wiesel). Il expose son travail dans plusieurs galeries en France et en Israël.

## Radio
Il débute à Radio J en 1985 d’abord comme animateur, avant de devenir directeur des programmes en 1987 et directeur d’antenne en décembre 2018 et enfin directeur de la rédaction en 2023. Il anime des émissions culturelles sur la musique, l’histoire et le cinéma.

## Publications
- Mon Tel Aviv, 2009, Biblieurope,  (ISBN 978-2848281322)
- Visite de Tel Aviv - Jaffa, 2010, Biblieurope,  (ISBN 978-2848281469)
- Tzahal, 2012, (français-anglais-hébreu), Biblieurope,  (ISBN 978-2-84828-155-1)
- Tel Aviv Live (2013) (français - anglais), Biblieurope,  (ISBN 978-2-84828-219-0)
- Tel Aviv, esprit Bauhaus et éclectisme, (2016), Marcus éditions,

## Filmographie
- Tel Aviv Live, 2016, Aroutz 1 (Israël - 2016) ORF 2 (Autriche - 2018) et Sky Arts (Nouvelle-Zélande - 2019)
- La mort en face, le pogrom de Iasi (2019), France 3 (2020)